# Thomaz Beltrão de Queiroz
Thomaz Beltrão de Queiroz (Apodi, c. 1882 — Caxias do Sul, 4 de outubro de 1930) foi um comerciante e político brasileiro.

## Biografia
Fugindo da seca em sua terra natal, estabeleceu-se como comerciante em Porto Alegre no início do século XX, mas radicou-se em Caxias do Sul em torno de 1924 em busca de um clima mais salubre para a saúde frágil de sua esposa Liduína Moojen, que lhe daria as filhas Itamira e Ramira.
Foi membro do Partido Republicano Rio-Grandense e intendente de Caxias do Sul, sucedendo a Celeste Gobbato e tendo Miguel Muratore como vice. Enfrentou problemas desde antes de sua posse em 12 de outubro de 1928. Era um nome inexpressivo na política local, sua candidatura não havia sido um consenso dentro do partido e até hoje os motivos que levaram à sua indicação são mal explicados. Além disso, era um recém-chegado em Caxias, além de ser visto com reservas pela Igreja Católica.
Assumiu em uma fase de acirradas disputas políticas, retração econômica, aumento da carga tributária, alto endividamento público e descontentamento popular, e segundo Gustavo Valduga "mesmo após a posse de Beltrão de Queiroz, as críticas cerradas à administração anterior persistiam. O novo intendente herdava politicamente os conhecidos problemas, além de uma situação financeira nada confortável. [...] Caxias apresentava aspectos de uma complexidade social e política onde se notavam interesses industriais e comerciais, principalmente o vitivinícola, do operariado, de movimentos políticos como o do fascismo – e mais tarde integralistas –, além da cada vez mais consolidada influência do clero". Tentou sanar as finanças municipais contraindo novos e vultosos empréstimos. Desativou a escola do Patronato Agrícola alegando a desproporção entre os custos de manutenção do educandário e os benefícios produzidos, mas o ato gerou uma grande polêmica, pois havia sido feito um importante investimento de verbas para a sua construção no governo anterior. Contudo, deu apoio ao professorado municipal aumentando seus salários e estabelecendo gratificações, promovendo sua qualificação e melhorando a qualidade do ensino. Foi importante neste sentido a criação da primeira escola de formação de professores da cidade, fundada em 28 de fevereiro de 1930 e instalada em 15 de junho. É lembrado ainda pelas intervenções na urbanização da Praça Dante Alighieri. Faleceu no exercício de suas funções, sendo sucedido por seu vice. O terceiro aniversário de seu falecimento foi homenageado pelo município e hoje seu nome batiza uma rua em Caxias.